# Tornjoš
Tornjoš (cyr. Торњош) – wieś w Serbii, w Wojwodinie, w okręgu północnobanackim, w gminie Senta. W 2011 roku liczyła 1592 mieszkańców.